# Tadeusz Pelc
Tadeusz Pelc (ur. 22 grudnia 1924 w Starogardzie Gdańskim, zm. 3 grudnia 2008 w Toruniu) – polski aktor teatralny i filmowy, choreograf.

## Życiorys
Jako harcerz walczył w kampanii wrześniowej. W 1942 roku został zesłany na roboty przymusowe do Niemiec. Do Polski wrócił w 1947 roku, dwa lata później zdał maturę w Tczewie. Po ukończeniu szkoły średniej studiował w Państwowej Wyższej Szkole Filmowej, Telewizyjnej i Teatralnej im. Leona Schillera w Łodzi na Wydziale Aktorskim, w Konserwatorium na Wydziale Wokalnym, w Szkole Baletowej i dwuletniej Wyższej Szkole dla Reżyserów Teatrów Ochotniczych i Widowiskowych. Studia ukończył w 1953 roku.
Po uzyskaniu dyplomów pracował w Teatrze Ziemi Pomorskiej w Toruniu (później przemianowanym na Teatr im. Wilama Horzycy) na stanowisko aktora (1953–1961) oraz choreografa (1958–1959). Grał zarówno role dramatyczne (np. Król Jan Kazimierz w Mazepie, Błazen w Horsztyńskim) jak i komediowe (np. Alfons Fikalski w Domu otwartym, Doktor Gajus w Wesołych kumoszkach z Windsoru). Ponadto grał w filmach fabularnych (Miasto nieujarzmione, Młodość Chopina, Przygoda na Mariensztacie, Sprawa do załatwienia) oraz brał udział w słuchowiskach radiowych.
Otrzymał m.in. nagrodę Ministra Kultury i Sztuki (1969), Złoty Krzyż Zasługi (1970), Złotą Odznakę Związku Młodzieży Polskiej (1970), Nagrodę II Stopnia Ministerstwa Oświaty i Wychowania (1973), Medal Kopernikański (1973), odznakę „Zasłużony Działacz Kultury” (1978), Nagrodę II Stopnia Ministerstwa Oświaty i Wychowania (1979).